# Maria Aliete Galhoz
Maria Aliete Farinho das Dores Galhoz (Boliqueime (Loulé), 1929-20 de septiembre de 2020) fue una poeta, ensayista e investigadora literaria portuguesa.

## Trayectoria
Licenciada en Filología románica por la Universidad de Lisboa, fue profesora de secundaria durante diecinueve años e investigadora del INIC. 
Publicó su primer libro de poesía, Poeta Pobre, en 1960, y su primer libro de ficción, Não Choreis Meus Olhos, en 1971 .
Su actividad la dividió entre el estudio de la literatura popular, especialmente de transmisión oral (portuguesa, brasileña e hispánica) y los estudios sobre Mário de Sá Carneiro, Fernando Pessoa y Orpheu. Realizó el prólogo de la reedición de Orpheu1, Orpheu2 y Céu em Fogo obra de Mário de Sá Carneiro.
Llevó a cabo la recopilación y transcribió los textos de la primera versión impresa del Livro do Desassossego, de Fernando Pessoa. También fue responsable de la organización, elaboración del texto introductorio y las notas de varias ediciones brasileñas de la Obra poética de dicho autor. En 1985, organizó una antología de la colección "Poetas" de la editorial Presença del mismo autor.
Publicó un Romance Popular portugués en dos volúmenes, Romances Tradicionais en 1987 y Romances Religiosos e Cantigas Narrativas en 1988.
Además de su investigación en el Centro de Tradiciones Populares Portuguesas de la Universidad de Lisboa, participó con numerosas comunicaciones en muchos encuentros, seminarios y coloquios literarios, particularmente en las áreas de estudios personales y literatura de transmisión oral. Tuvo una amplia y variada  colaboración en ensayos críticos de actas de congresos y publicaciones periódicas como son: Colóquio-Letras, Boletín de Filología del Centro de Estudios Filológicos, O Tempo e o Modo, Nova Renascença, página literaria del Diario de Noticias y suplemento "Cultura e Arte" de O Comércio do Porto. Fue miembro de la Asociación de Escritores Portugueses, de la Sociedad de la Lengua Portuguesa, de la Asociación Internacional de Lusitanistas, de la Asociación Internacional de Críticos y de la Asociación Internacional de Literatura Comparada. 
Fue autora de la nota a "Portel, Terra Transtagana" de los Poemas de Francisco Padeira, publicada por el Consejo Parroquial de Portel.
Murió el día 20 de septiembre de 2020, a los 91 años de edad. Tras su muerte, la Universidad del Algarve, que le había concedido anteriormente el título de Doctor Honoris Causa, declaró tres días de luto académico. 

## Reconocimientos
- Le fue concedido el día 18 de mayo de 1999 el grado de Gran Oficial de la Orden del Infante D. Enrique.[7]
- Parte de su patrimonio se encuentra en el Archivo de Cultura Portuguesa Contemporánea de la Biblioteca Nacional.

## Obras
- Pobre poeta (1960)
- Fernando Pessoa o un reencuentro en poesía (1961)
- acto de primavera: decimoquinta de las mañanas olvidadas (1967)
- No llores, mis ojos (1971)
- Fernando Pessoa (1985)
- Una nota de plus para el estudio del pequeño corpus de canciones paralelas de Marmelete (1987)
- Figuración, función y simbolismo del diablo en el auto popular "Auto da alma perdida" (1988)